# Gustavo Vargas Martínez
Gustavo Vargas Martínez (Bucaramanga, 21 de agosto de 1934-Ciudad de México, 4 de marzo de 2006) fue un historiador colombiano radicado en México.

## Formación académica
Licenciado por la Universidad Nacional de Colombia, Bogotá en 1955. 
Maestro en 1956 por la UNAM. Doctor en Psicología por la Facultad de Filosofía y Letras de la Universidad Nacional Autónoma de México (UNAM) en la Facultad de Filosofía y Letras de la UNAM en 1958, obtuvo el título honorífico cum laude por su tesis doctoral “Propedéutica psicoclínica". 
Miembro del Sistema Nacional de Investigadores de México.

## Actividad docente
- Profesor de tiempo completo, titular C en la Escuela Nacional de Antropología e Historia (desde 1986) y en la Facultad de Filosofía y Letras de la UNAM, Colegio de Estudios Latinoamericanos, donde impartió Historia de la Cultura Latinoamericana, en definitividad (desde 1964).
- Miembro de Número de la Academia de Historia de  Santander (1961).

Residió en Pekín, República Popular China, en dos ocasiones, entre 1964-1968 y 1979-1980, país que visitó en 27 oportunidades, siendo la última en octubre de 1992, como invitado de honor para la conmemoración del V Centenario del Descubrimiento de América.
- Instituto de Idiomas de Beijing,
- Agencia de Noticias Xinhua y
- Comuna Popular Lukuqiao o Puente de Marco Polo[1]
- Coordinador del Colegio de Estudios Latinoamericanos en la FFyL de la UNAM, (1991-1993)
- Coordinador y jefe de Carrera en la Licenciatura de Antropología Social de la ENAH, en tres ocasiones: 1976-1977, 1984-1985 y 1993-1996.

### Cursos impartidos
Entre otras asignaturas que impartió a lo largo de cuatro décadas, Vargas Martínez tuvo a su cargo:   
En la UNAM: 
- Historia de la Cultura Americana,
- Historia de la Antropología Americana (siglos XVI-XVIII)
- Historia del pensamiento occidental,
- Historia Antigua de China,
- Teoría de las Formaciones Sociales,
- Teoría de la Historia,
- Sociedades Económicas Precapitalistas,
- Introducción a la Sinología, Historia de la Cultura Latinoamericana

En la ENAH: 
- Símbolos de Antropología Americana.

En 1998 fundó la revista Amerística. La ciencia del nuevo mundo.
"El arqueólogo Ricardo Melgar Tisoc, adscrito al Museo del Templo Mayor, se refirió a Gustavo Vargas como un intrépido marinero y cartógrafo del conocimiento, en donde su pluriculturalidad (Colombia, Venezuela, Perú, México, España, China, entre otros), le permitió fondear tanto en fuentes americanas y europeas, como sumergirse en antiquísimos y maravillosos documentos y cartas geográficas del lejano oriente, particularmente de China."

## Obra
La producción intelectual de Vargas Martínez quedó plasmada en una decena de obras originales, numerosas ediciones y más de setenta ponencias presentadas en congresos científicos internacionales en Asia, Europa y América Latina.
- 1958. Ensayo sobre procedimiento psicológico clínico” Porrua. México.

### China y América
Entre las obras dedicadas a China, se destacan:
- 1990, Fusang, Chinos en América antes de Colón Editorial Trillas (México, D.F).
- 1992. El nombre de China. Ponencia presentada en el Instituto de Lenguas Extranjeras de Beijing.

### Cartografía antigua de América
- Atlas Antiguo de América; Atlas para la historia del Descubrimiento de América, de Kunstmann; América en un mapa de 1489;

- 1996. América en un mapa de 1489. Con prólogo de Germán Arciniegas. México: Ediciones Taller Abierto, 1996. 134 págs. : gráfs., mapas ; 21 cm. ISBN 9686148124 "Resumen: En este trabajo se estudia el problema de identificación del llamado Sinus Magnus con el Océano Pacífico. Con este propósito se estudian las antiguas fuentes cartográficas, donde por su ubicación, al oriente de Asia, sus litorias, orografía e hidrología, se concluyr que el Pacífico ya estaba representado en las obras del antiguo sabio Ptolomeo."[3]
- 2005 "Américo Vespucio: el primer nombre. 500 años del descubrimiento de América" Edición en la Biblioteca Virtual del Banco de la República de Colombia: 2005-06-01

### Simón Bolívar
Bibliófilo consagrado a la vida y obra de Simón Bolívar, su biblioteca y sus conocimientos sobre El Libertador sirvieron para que el escritor Gabriel García Márquez resolviera sus dudas en la preparación de la novela El general en su laberinto.
Su obra Presencia de Bolívar en la cultura mexicana, constituye lectura obligada para entender la influencia del Libertador en México.
- Simón Bolívar Semblanza Y Documentos* Fondo de Cultura Económica (FCE). México. ISBN 968165594X.
- Presencia de Bolívar en la Cultura Mexicana. Su última publicación, se presentó en la Feria Internacional del Libro del Palacio de Minería.

### GeneralJosé María Melo
- 1972 Colombia 1854: Melo, los Artesanos y el Socialismo. Editorial Oveja Negra. Bogotá.
- 1998 José María Melo. los artesanos y el socialismo. Planeta (Santafé de Bogotá, Colombia)
- 2005 Presidente de facto en Colombia, general de Benito Juárez en México. El asesinato de José María Melo en 1860.  Edición en Biblioteca Virtual del Banco de la República de Colombia: 17-05-2005 Presidente de facto en Colombia...EL ASESINATO DE JOSE MARIA MELO EN 1860 Archivado el 17 de septiembre de 2007 en Wayback Machine.

## Reconocimientos
- 1983. Premio Simón Bolívar (Caracas)
- 1996. Premio Edmundo O´Gorman (México)
- 1994. Orden al Mérito en grado de Comendador, de la Presidencia de la República de Colombia (Bogotá).
- 2006. 18 de agosto. Periplo de una Conciencia Americana. In Memoriam Gustavo Vargas Martínez. Evento de la Escuela Nacional de Antropología e Historia (ENAH).
- 2006. Gustavo Vargas Martínez (1934-2006) In memoriam. Cuadernos Americanos: Nueva Época, ISSN 0185-156X, Vol. 2, N.º 116, 2006 , pag. 217